# Замок Одавара
Замок Одавара (яп. 小田原城) — середньовічний за́мок у місті Одавара, префектура Канаґава, Японія. Замок був резиденцією кількох магнатів в період Муроматі.

## Історія
Замок був збудований Оморі Еріхару в 1418 році. У 1495 році замок захопив Ходзе Нагаудзі. Протягом XVI століття клан Го-Ходзьо підкорив весь регіон Канто. Центром його влади стала провінція Сагами із замком Одавара, одним із найбільших укріплень періоду Сенґоку в Японії. Починаючи з цього періоду замком володіли п'ять поколінь клану Ходзьо. Замок був добре захищений, розташований на пагорбі, по периметру оточений ровом. Загальна територія замку, обнесена стінами, становила близько 170 Га.
У березні 1590 Тойотомі Хідейосі разом з величезним військом, чисельністю більше 20-ти тисяч осіб, оточив замок. Облога тривала протягом 100 днів, під час неї Ходзе Удзімаса покінчив життя самогубством і обороною керував Нагатіка Наріта. Так у липні 1590 замок був захоплений Тойотомі Хідейосі, а клан Ходзьо. — знищений.
Замок був зруйнований урядом Мейдзі. У теперішньому вигляді замок був відновлений в 1960 році. Зараз на території замку розташовується музей.